# Tumbesi fecske
A tumbesi fecske (Tachycineta stolzmanni) a verébalakúak (Passeriformes) rendjébe, ezen belül a fecskefélék (Hirundinidae) családjába és a Tachycineta nembe tartozó faj. 13 centiméter hosszú. Ecuador és Peru vízhez közeli füves területein él. Rovarokkal táplálkozik. Más állatok által készített faodúkban fészkel. Decembertől májusig költ.